# Astraptes louiseae
Astraptes louiseae is een vlinder uit de familie van de dikkopjes (Hesperiidae). De wetenschappelijke naam van de soort is voor het eerst geldig gepubliceerd in 1969 door Freeman. Deze naam wordt ook wel als een synoniem van Narcosius parisi subsp. helen (Evans, 1952) beschouwd.